# IKSU innebandy
IKSU innebandy je florbalová divize sportovního klubu IKSU ze švédského města Umeå. Florbalová divize vznikla v roce 1988 a většina jejích aktivit byla ukončena v roce 2020.

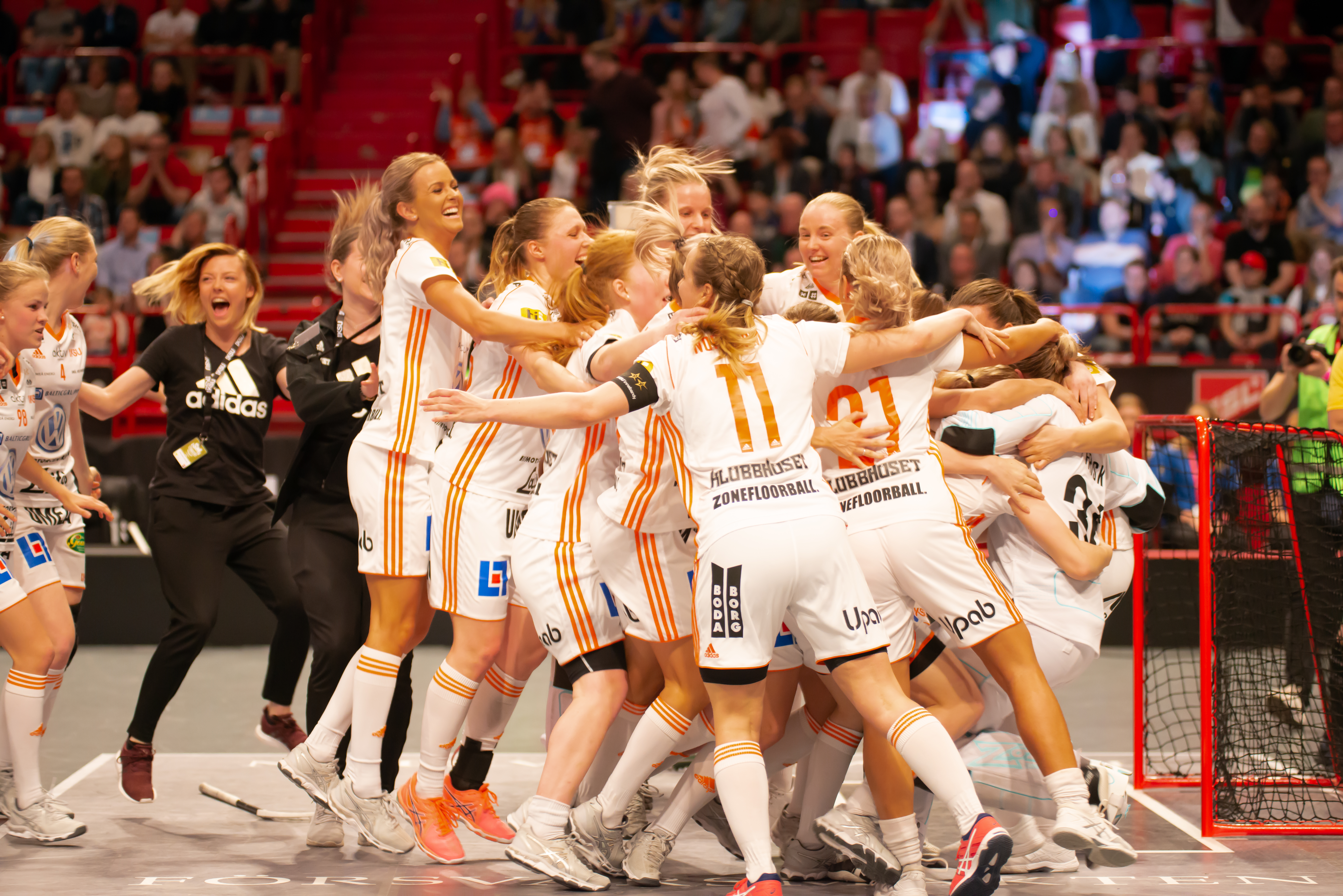
Hráčky týmu IKSU slaví ve finále 2017/2018

Zaniklý ženský tým hrál nejvyšší soutěž, Švédskou Superligu, od jejího založení v roce 1993. V sezónách 2004/2005, 2005/2006, 2007/2008, 2011/2012, 2016/2017, 2017/2018 a 2019/2020 získal tým rekordních sedm mistrovských titulů. Dále získaly v letech 2006, 2008, 2009, 2010, 2012, 2017 a 2019 také rekordních sedm titulů z Poháru mistrů, poslední z nich po vítězství nad českým týmem 1. SC Vítkovice. Mezi prosincem 2017 a dubnem 2019 tým neprohrál 49 zápasů v řadě.
Po posledním ligovém titulu v roce 2020 byl tým zrušen, pro finanční problémy způsobené pandemií covidu-19. Většina hráček přešla do Team Thorengruppen, také z Umeå, který ve stejném roce postoupil do Superligy. Thorengruppen navázal na úspěchy IKSU a k roku 2025 získal všech pět mistrovských titulů.
Zaniklý mužský tým hrál v sezónách 1992/1993 a 1993/1994 nejvyšší soutěž, Švédskou Superligu. Po sestupu byl zrušen.

## Ženský tým

### Sezóny

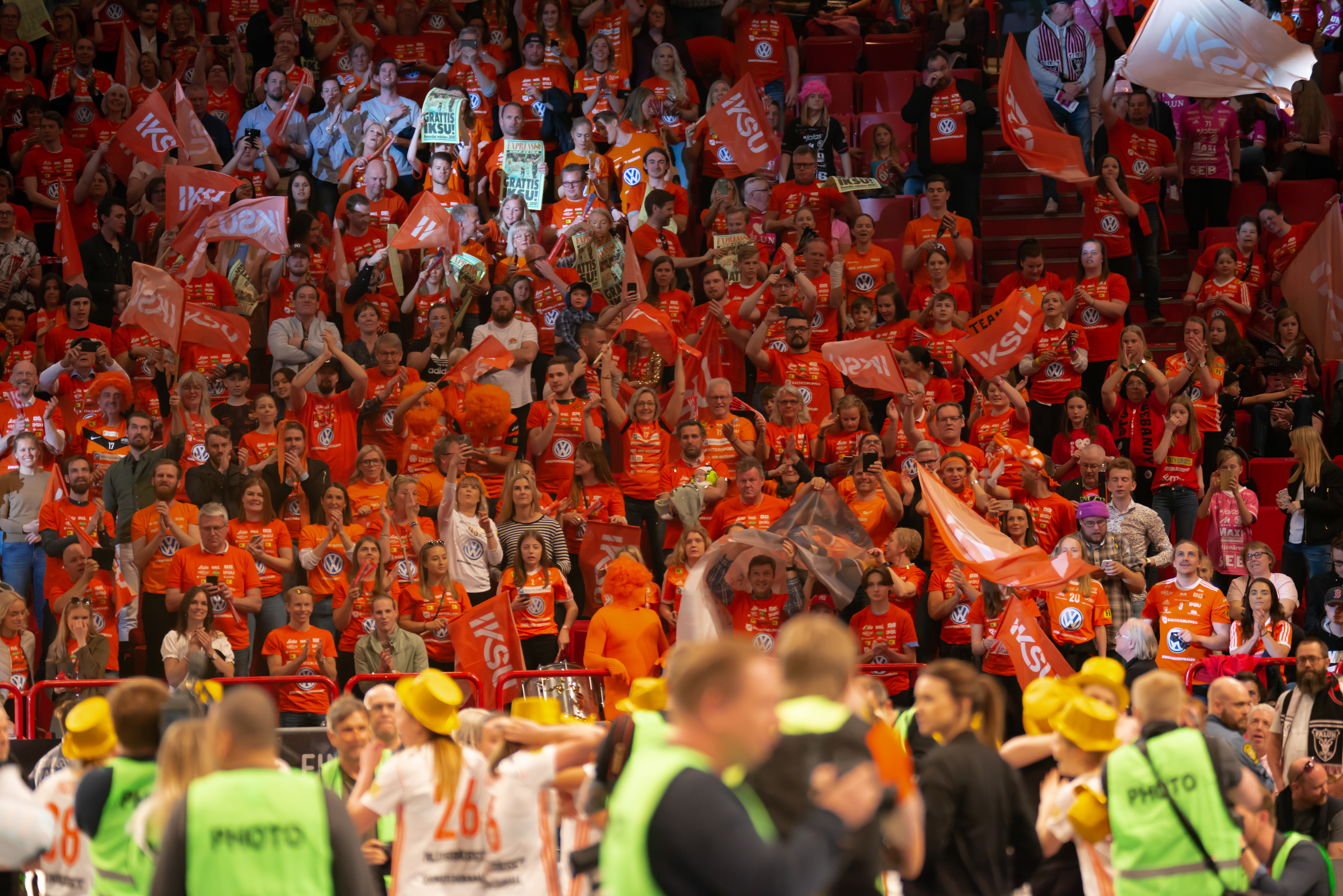
Fanoušci týmu ve finále 2017/2018

| Sezóna                                                                           | Úroveň | Soutěž            | Umístění | Poznámka                                                                     |
| -------------------------------------------------------------------------------- | ------ | ----------------- | -------- | ---------------------------------------------------------------------------- |
| 2015/2016                                                                        | 1      | Švédská Superliga | 3.       | Vypadnutí v semifinále play-off proti KAIS Mora IF                           |
| 2016/2017                                                                        | 1      | Švédská Superliga | 1.       | Mistr po vítězství ve finále play-off proti KAIS Mora IF                     |
| 2017/2018                                                                        | 1      | Švédská Superliga | 1.       | Mistr po vítězství ve finále play-off proti KAIS Mora IF                     |
| 2018/2019                                                                        | 1      | Švédská Superliga | 3.       | Vypadnutí v semifinále play-off proti Täby FC                                |
| 2019/2020                                                                        | 1      | Švédská Superliga | 1.       | Sezóna ukončena dvě kola před koncem základní části kvůli pandemii covidu-19 |
| Po sezóně 2019/2020 byl tým zrušen. Většina hráček přešla do Team Thorengruppen. |        |                   |          |                                                                              |

### Známé hráčky
- Veera Kauppiová (2018–2020)
- Maja Viströmová (2017–2020)
- Anna Wijková (2008–2010)